# Renault Type NN

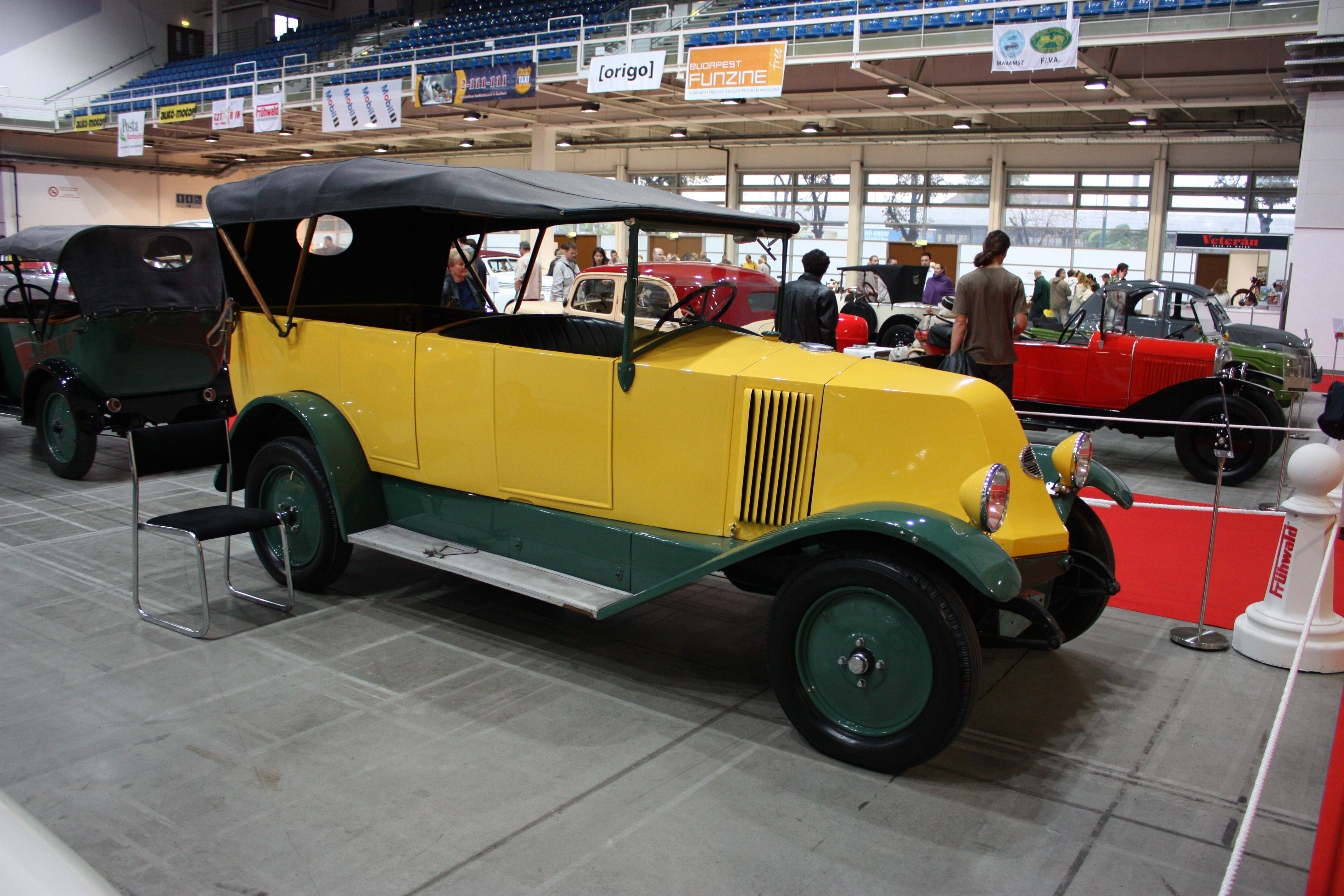
Renault Type NN Tourenwagen (1924–1926)

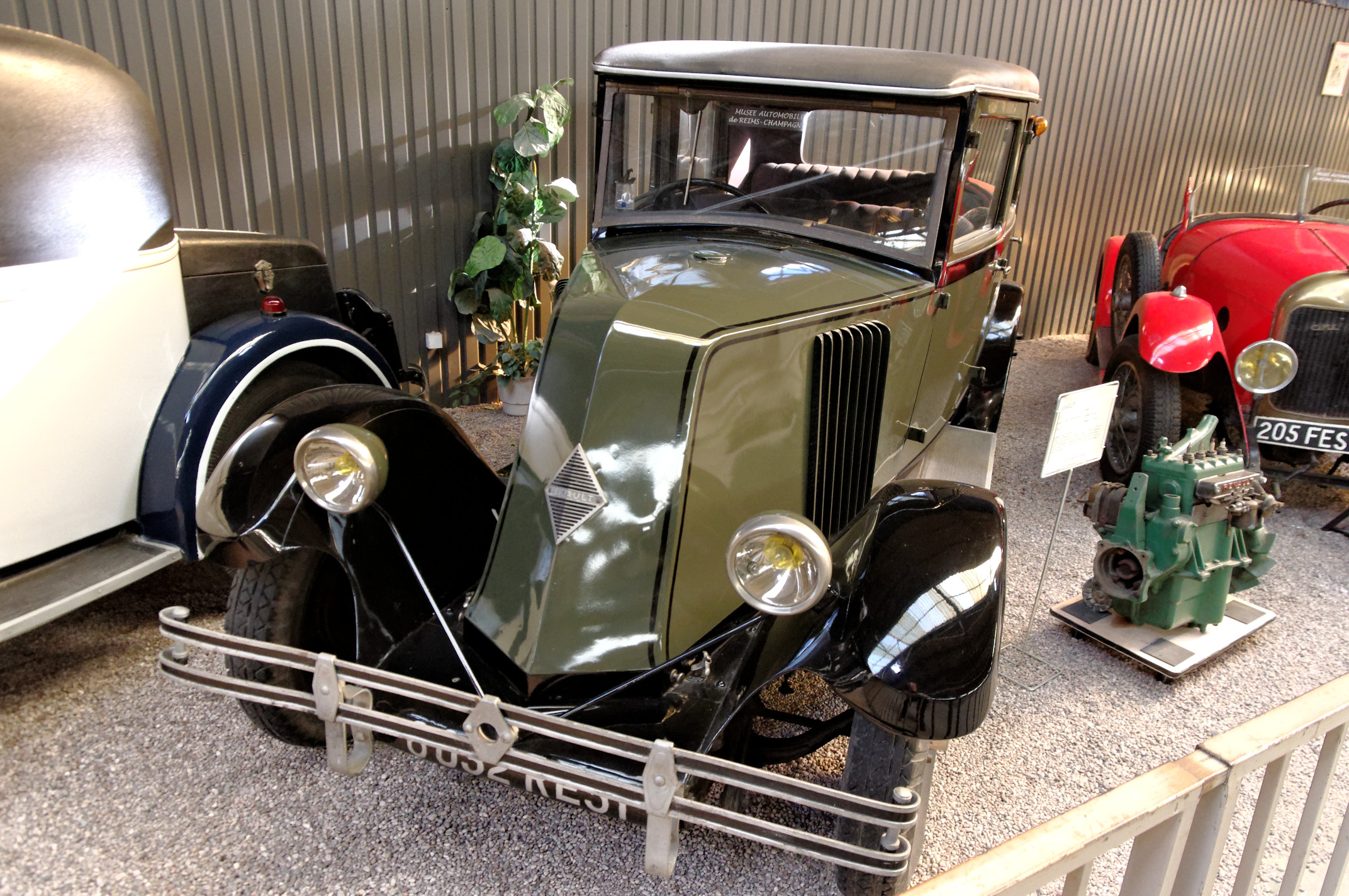
Renault Type NN 2 Limousine (1928), an den Stoßstangen erkennbar

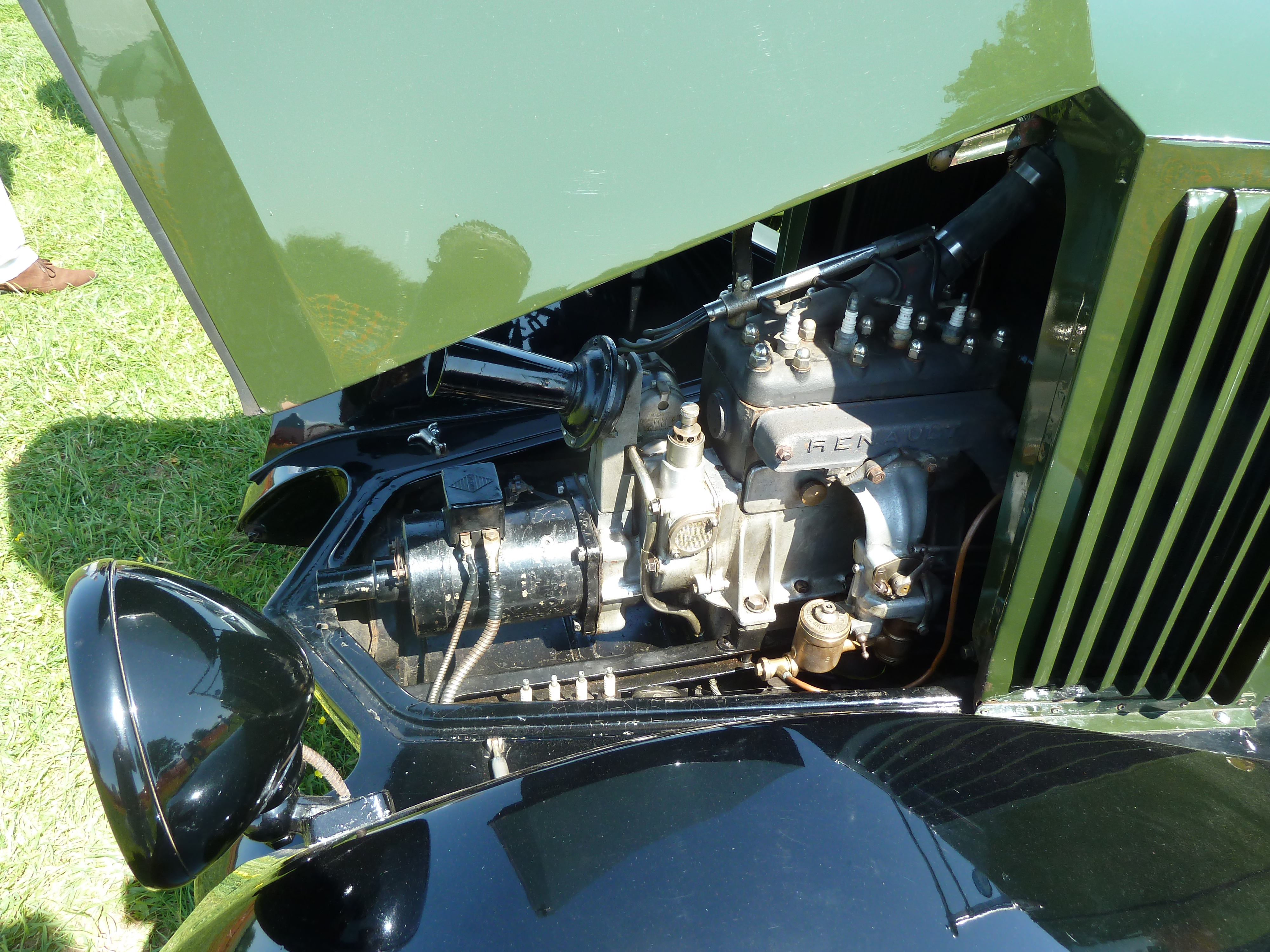
Motor

Der Renault Type NN war ein Personenkraftwagenmodell der Zwischenkriegszeit von Renault. Er wurde auch 6 CV genannt.

## Beschreibung
Die nationale Zulassungsbehörde erteilte am 15. September 1924 seine Zulassung. Das Modell hatte keinen direkten Vorgänger, da der Renault Type MT mit seinem kürzeren Radstand einer anderen Klasse zugeordnet war. Modellpflegen führten 1927 zum Type NN 1 und 1928 zum Type NN 2. 1929 endete die Produktion. Das Fahrzeug hatte keinen direkten Nachfolger. 
Der wassergekühlte Vierzylindermotor mit 58 mm Bohrung und 90 mm Hub hatte 951 cm³ Hubraum. Die Motorleistung war zunächst mit 17 PS und später mit 15 PS angegeben. Sie wurde über eine Kardanwelle an die Hinterachse geleitet. Die Höchstgeschwindigkeit war je nach Übersetzung mit 41 km/h bis 56 km/h angegeben.

### Type NN
Bei einem Radstand von 265 cm und einer Spurweite von 115 cm war das Fahrzeug 355 cm lang und zwischen 135 cm und 137 cm breit. Eine Quelle nennt eine Höhe von 172 cm, gibt aber nicht an, auf welche Karosserieversion sich diese Angabe bezieht. Der Wendekreis war mit 11 Metern angegeben. Das Fahrgestell wog 520 kg, das Komplettfahrzeug 1100 kg. Zur Wahl standen Tourenwagen, Limousine, Landaulet und Roadster.
1926 kam es zu kleinen Modellpflegen. Ab Januar war die Motorhaube etwas höher. Ab März waren die vorderen Kotflügel bei den Normal- und Luxus-Modellen rund, bei den Basis-Modellen allerdings weiterhin lang auslaufend. Ab Oktober ersetzte der Renault-Rhombus das runde Emblem an der Front. Im Laufe des Jahres kam auch ein Torpedo commercial ins Angebot.

### Type NN 1
Die Maße des 1927 präsentierten Type NN 1 entsprachen nun dem Renault Monasix. Bei gleichem Radstand wie zuvor und 130 cm Spurweite war das Fahrzeug 370 cm lang und 155 cm breit. Stoßstangen vorne und hinten waren ein optisches Unterscheidungsmerkmal zum Type NN.

### Type NN 2
Der 1928 vorgestellte Type NN 2 hatte nur geringe Änderungen wie eine Einscheibentrockenkupplung und eine Banjoachse im Heck.

## Preise
Die folgenden Preise sind überliefert (Angaben in Franc):
| Ausführung                                            | Type NN (1924) | Type NN (Dezember 1925) | Type NN (Juni 1926) | Type NN (November 1926) | Type NN 1 (Oktober 1927) |
| ----------------------------------------------------- | -------------- | ----------------------- | ------------------- | ----------------------- | ------------------------ |
| Fahrgestell                                           |                |                         | 14.900              | 17.000                  | 15.000                   |
| Torpedo                                               | 16.500         | 15.750                  | 18.900              | 19.800–21.900           | 17.500                   |
| Limousine                                             | 18.900         | 19.550                  | 22.200–22.900       | 23.000–27.000           | 19.200                   |
| Coupé-Limousine                                       | 19.500         |                         |                     |                         |                          |
| Landaulet-Taxi                                        | 18.800         |                         |                     |                         |                          |
| Roadster (Tous temps)                                 | ?              | 19.550                  | 22.900              | 27.000                  |                          |
| Torpedo commercial                                    |                |                         |                     | ?                       |                          |
| Umrechnungsfaktor des damaligen Franc in heutige Euro | 0,86857        | 0,81067                 | 0,61570             | 0,61570                 | 0,59317                  |

## Auktionen
Am 4. Juni 2006 erzielte ein ungewöhnlich als Town Car karosseriertes Fahrzeug 21.150 US-Dollar auf einer Auktion. Am 12. November 2006 wurde ein Torpedo von etwa 1929 für 7280 Euro versteigert. Am 14. Oktober 2007 wurden ein Roadster von 1925 für 11.914 Euro und eine Limousine des gleichen Jahres zum gleichen Preis aus dem aufgelösten Automuseum von  Pont-l’Évêque versteigert. Bonhams erzielte am 6. Februar 2014 einen Preis von 9.200 Euro für einen Tourenwagen von etwa 1926.